# رایان کلونی
رایان کلونی (انگلیسی: Ryan Cooney؛ زادهٔ ۲۶ فوریهٔ ۲۰۰۰) بازیکن فوتبال اهل بریتانیا است.
از باشگاه‌هایی که در آن بازی کرده‌است می‌توان به باشگاه فوتبال بری اشاره کرد.